# Bryobia emmanoueli
Bryobia emmanoueli är en spindeldjursart som beskrevs av Hatzinikolis och Panou 1996. Bryobia emmanoueli ingår i släktet Bryobia och familjen Tetranychidae. Inga underarter finns listade.